# ماساکو میورا
ماساکو میورا (انگلیسی: Masako Miura؛ زادهٔ ۲۹ نوامبر ۱۹۵۹) صداپیشه اهل ژاپن است. وی از سال ۱۹۸۱ میلادی تاکنون مشغول فعالیت بوده‌است.